# Ski-Doo: Snowmobile Challenge
Ski-Doo: Snowmobile Challenge es un videojuego de motos de nieve desarrollado por el estudio sueco Coldwood Interactive y publicado por Valcon Games para PlayStation 3, Xbox 360 y Wii. El juego tiene una cantidad relativamente baja de Achievements para Xbox 360 (23) y Trofies para PS3 (28).

## Jugabilidad
El juego es similar a su predecesor pero tiene una mayor cantidad de pistas, con 25 eventos diferentes que tienen lugar en cinco países diferentes: Canadá, Rusia, Suecia, Estados Unidos y Noruega. Hay cuatro tipos diferentes de pruebas: cross country, snowcross, hill cross y estilo libre.
Al igual que otros juegos de deportes extremos, hacer trucos es una parte central del juego. En total hay dieciséis acrobacias diferentes que se pueden realizar. Al hacer esto, el indicador de impulso del jugador se llena y cuando está lleno es posible usar adrenalina para obtener un impulso empujando el trineo a toda marcha. El jugador podrá acelerar más rápido, tomar curvas más cerradas y alcanzar velocidades máximas más altas. Otros trucos implican inclinarse hacia adelante para ajustar el radio de giro del trineo o inclinarse hacia atrás para aumentar la tracción y la aceleración.
El juego presenta un modo carrera, así como un modo de carrera individual y un modo multijugador. En el modo carrera, el objetivo del jugador es convertirse en un campeón profesional de motos de nieve y, en el camino, obtendrá acceso a nuevos trineos y desbloqueará movimientos especiales y nuevos equipos. Esto incluye mejorar el trineo, pintarlo y aplicar varias calcomanías. El jugador también puede desbloquear varios atuendos para el ciclista. En el modo de carrera individual, el jugador puede elegir cualquier corredor y cualquier recorrido, pero solo estarán disponibles los trineos desbloqueados en el modo carrera.
El modo multijugador implica un modo de pantalla dividida para dos jugadores. En Xbox 360 y PlayStation 3 hay modo multijugador online para hasta doce jugadores.

## Recepción
El juego recibió críticas moderadas. Obtuvo 6.4 sobre 10 de IGN, 4.5 sobre 10 de Official Xbox Magazine y 3.5 sobre 5 de Cheat Code Central.